# Syndrome de Paris
 Mise en garde médicale
Le syndrome de Paris (パリ症候群, Pari shōkōgun) est un trouble psychologique transitoire rencontré par certaines personnes lors d'un séjour à Paris. Analogue aux syndromes de Stendhal et de Jérusalem, cette affection toucherait plus particulièrement les touristes japonais qui, désemparés par l'écart entre la réalité et leur vision idéalisée de la ville, comme le Montparnasse des Années folles ou le Paris d’Amélie Poulain, se retrouvent désillusionnés et déstabilisés par le fossé culturel entre la France réelle et l'image qu'on s'en fait à l'étranger, notamment au Japon,.

## Un diagnostic remis en cause
Le docteur Hiroaki Ōta (太田 博昭) précise que les patients touchés par ce syndrome ont souvent des antécédents, comme la schizophrénie qui peut les avoir poussés à voyager. À l’hôpital Sainte-Anne, son diagnostic est connu mais remis en question. « Il est décrit comme étant très japonisé alors que ça concerne toutes les cultures, voire les Français quand ils vont d’une ville à l’autre », explique le psychiatre Philip Gorwood.

## Historique et symptômes
Le professeur Hiroaki Ōta (太田 博昭), psychiatre du centre hospitalier Sainte-Anne à Paris, a diagnostiqué le premier cas de cette affection en 1986. Néanmoins, il n'est décrit précisément pour la première fois qu'en 2004, dans la revue française de psychiatrie Nervure. Le syndrome de Paris est caractérisé par un certain nombre de symptômes psychiatriques aigus tels que des états délirants, des hallucinations, des sentiments de persécution (sentiment d’être victime de préjugés, d’agression ou autre hostilité), de déréalisation, de dépersonnalisation, d’anxiété, mais aussi de manifestations psychosomatiques telles que tachycardie, étourdissements, sueurs, etc.
Youcef Mahmoudia, médecin à l’Hôtel-Dieu de Paris, a indiqué par la suite que le syndrome de Paris est « une manifestation de la psychopathologie liée au voyage, plutôt qu’un syndrome du voyageur ». Il a théorisé que la visite de Paris cause une excitation provoquant une tachycardie, qui entraîne en retour des vertiges et des essoufflements se traduisant par des hallucinations de façon similaire au syndrome de Stendhal décrit par la psychologue italienne Graziella Magherini dans son ouvrage La sindrome di Stendhal.

## Facteurs déclencheurs
Les visiteurs japonais seraient particulièrement sensibles au syndrome de Paris,. Sur les six millions de visiteurs annuels, le nombre de cas signalés est cependant limité : selon un administrateur de l’ambassade du Japon en France, seule une vingtaine de touristes japonais par an est touchée. La sensibilité particulière des Japonais peut être due à la popularité de Paris dans la culture japonaise, notamment au fait que la publicité japonaise propage de cette ville une image idéalisée qui diffère de la réalité que découvrent les touristes.
Les auteurs du premier article paru sur le sujet en 2004 citent les situations suivantes comme facteurs s’associant pour provoquer le phénomène :
1. La barrière linguistique, peu de Japonais parlant français et vice versa. Celle-ci est considérée comme la cause principale et on pense qu’elle engendre le reste. Outre les différences évidentes entre français et japonais, de nombreuses expressions quotidiennes et d’idiomes perdent leur sens et leur substance quand ils sont traduits, ce qui ajoute à la confusion de ceux qui n’en ont pas l’habitude.
2. La différence culturelle. Il existe une grande différence non seulement entre les langues mais également entre les manières. Comparativement à la culture japonaise rigidement formelle, les Français peuvent communiquer à un niveau informel, ce qui crée une trop grande difficulté pour certains visiteurs japonais. On pense que ce sont les fluctuations rapides et fréquentes d’humeur et d’attitude tendue, en particulier dans la pratique de l’humour, qui causent le plus de difficultés.
3. L’image idéalisée de Paris est également invoquée dans la mesure où le syndrome de Paris découlerait de l’incapacité d’un individu à concilier la disparité entre l’image popularisée au Japon et la réalité parisienne. Notamment la grande représentativité d'individus d'origine africaines, aux moeurs très différentes et qui sont peu présents au Japon.
4. L’épuisement. On pense enfin que la surcharge de temps et d’énergie représentée par un voyage d’affaires ou de vacances, où l’on a essayé de faire tenir trop de choses dans chaque instant d’un séjour à Paris, ainsi que les effets du décalage horaire, contribuent globalement à la déstabilisation psychologique de certains visiteurs.

Mario Renoux, président de l’Association médicale franco-japonaise, déclare en 2004, que les magazines japonais sont les principaux responsables de la création de ce syndrome. Il indique que les médias japonais, en particulier les magazines, représentent souvent Paris comme un lieu où la plupart des gens dans la rue ressemblent à des mannequins ultra-minces et où la plupart des femmes s’habillent en marques de haute couture, tandis que, dans la réalité, les marques de haute couture française sont principalement destinées aux consommateurs étrangers et que la population française est beaucoup plus en surpoids que la population japonaise.
Cependant, d'après Youcef Mahmoudia, les cas réels observés d'état délirant sont rares, il s'agit le plus généralement d'état d'angoisse passager. Seule une cinquantaine de voyageurs pathologiques sont hospitalisés chaque année à l'Hôtel-Dieu, et la majorité sont des Français, seuls 3 à 5 % étant des Japonais (soit environ deux cas par an).